# Gli dei di pietra
Gli dei di pietra è un romanzo di Jeanette Winterson del 2007.
Il libro è ambientato in tre epoche temporali in un'irriconoscibile cronologia. Si tratta di un romanzo di fantascienza dove l'universo quantistico (in contrapposizione a quello deterministico ed a quello casuale) giustifica eventi impensabili, e che conducono all'unico vero valore che è l'amore in tutte le sue forme.